# 장지은 (배우)
장지은(1986년 5월 31일 ~ )은 대한민국의 배우이다.

## 학력
- 인하공업전문대학 항공운항과 전문학사

## 연기 활동

### 드라마
- 2008년 MBC every1 《서울 무림전》 ... 솔매 역
- 2009년 SBS 주말극장 《사랑은 아무나 하나》
- 2009년 SBS 대하드라마 《자명고》 ... 자명각의 신녀 역
- 2010년 KBS2 미니시리즈 《부자의 탄생》
- 2010년 KBS2 단막극 《KBS 드라마 스페셜 - 무서운 놈과 귀신과 나》 ... 강두섭의 젊은 시절 애인 역
- 2010년 KBS2 단막극 《KBS 드라마 스페셜 - 여름 이야기》
- 2010년 KBS2 미니시리즈 《매리는 외박중》
- 2011년 SBS 대기획 《뿌리깊은 나무》 ... 소헌왕후 역
- 2011년 SBS 아침드라마 《태양의 신부》 ... 이강로 비서실 여직원 역
- 2012년 MBC 기획특집극 《못난이 송편》 ... 한소정 역
- 2012년 MBC 일일드라마 《구암 허준》 ... 공빈 김씨 역
- 2015년 tvn 금토드라마 《구여친클럽》 ... 나지아 역
- 2022년 MBC 금토드라마 《내일》 ... 김혜원의 친구 역

### 영화
- 2009년 《내 눈에 콩깍지》 ... 미녀 2 역
- 2012년 《통통한 혁명》 ... 은아 역

### 뮤직비디오
- 2008년 JK 김동욱 - 사랑이 이별이